# Michael Gove

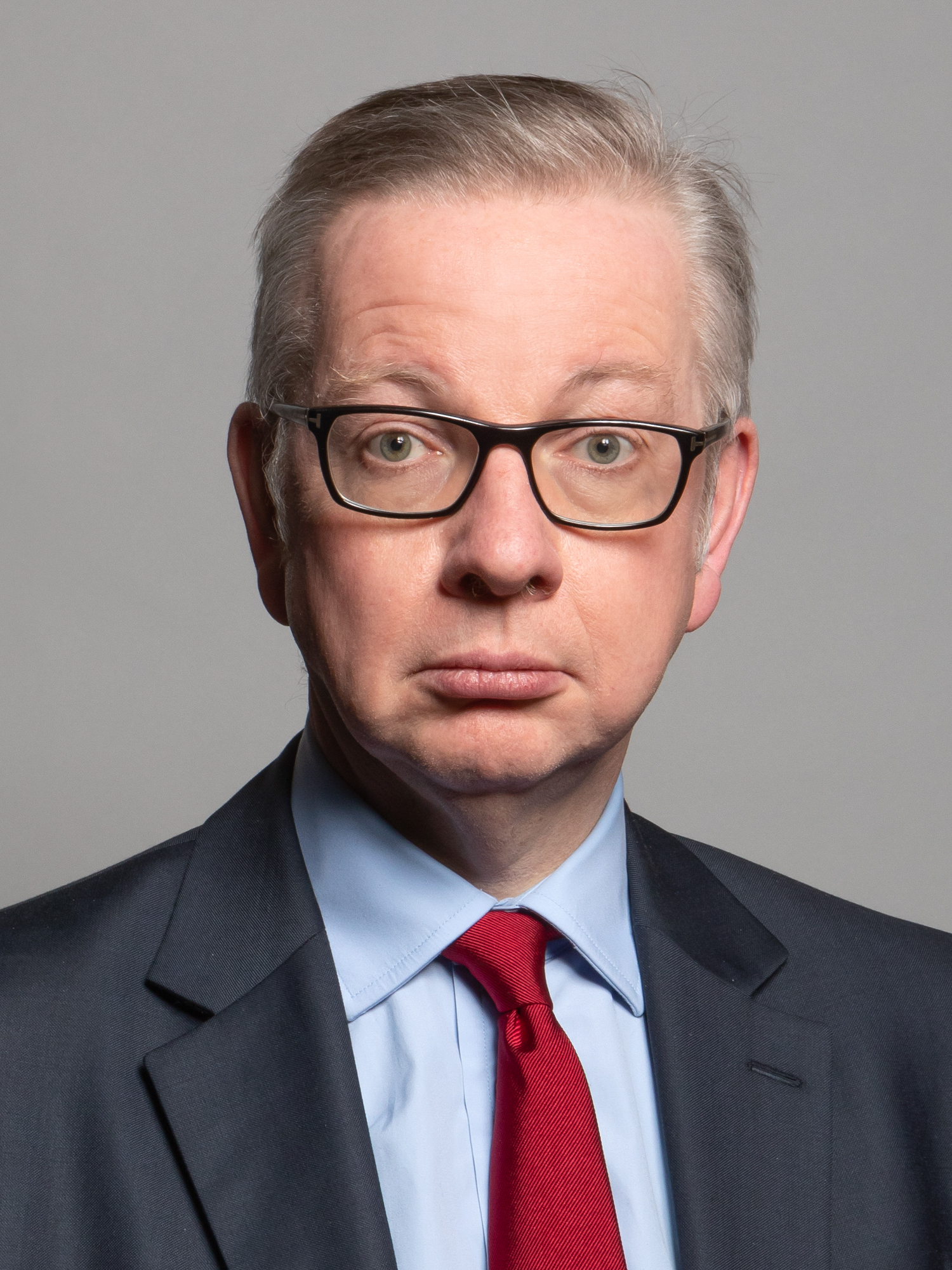
Gove januari 2020.

Michael Andrew Gove, född som Graeme Andrew Logan den 26 augusti 1967 i Aberdeen, Skottland, är en brittisk konservativ politiker. Han representerar valkretsen Surrey Heath i brittiska underhuset sedan 2005.
Han var utbildningsminister i regeringen Cameron mellan 2010 och juli 2014. Gove förespråkar traditionella värderingar i klassrummet och uppskattar skoluniformer.
Efter valet 2015 blev han Storbritanniens justitieminister och lordkansler. Gove kampanjade på brexitsidan inför folkomröstningen i juni 2016. När David Cameron aviserade sin avgång direkt efter denna omröstning, ställde Gove upp i de konservativas partiledarval. Detta väckte uppmärksamhet då Gove tidigare lovat att stödja Boris Johnson, och fick till följd att Johnson drog sig ur. Gove kom på tredje plats. När vinnaren Theresa May presenterade sin nya regering fanns Gove inte med bland ministrarna.
Efter att ha tillbringat ett år utanför regeringen återkom dock Gove efter valet 2017 i Theresa Mays nya regering som miljö-, livsmedels- och landsbygdsminister. När Theresa aviserade sin avgång 2019 ställde Gove åter upp som partiledarkandidat. Han var en av tio kandidater och slogs ut i den femte omröstningen, då tre kandidater återstod.

## Familj och uppväxt
Gove föddes ursprungligen som Graeme Logan, men adopterades som liten av familjen Gove och fick på det sättet sitt nuvarande namn. Han växte upp med sin adoptivfamilj i Aberdeen.